# Herbert Mogendorff
Herbert Mogendorff, ook bekend als Happy Mogendorff, (Arnhem, 24 maart 1905 – aldaar, 31 oktober 1984) was een Nederlandse voetbalbestuurder. Hij was voorzitter van SBV Vitesse.

## Levensloop
Herbert Mogendorff groeide op in een Joods gezin. Zijn ouders waren Nathan Mogendorff (1880-1943) en Selma Hirsch (1871-1943). Zijn vader zat in de papierhandel. In 1915 opende hij aan de Broerenstraat de Goedkoope Winkel / Mogendorff's Papierhandel. Mogendorff verpande zijn hart aan het voetbal. Op elfjarige leeftijd ging hij spelen bij SBV Vitesse. Hij speelde op het middenveld en wist uiteindelijk op te klimmen tot het tweede elftal van Vitesse. 
Nadat hij gestopt was als speler werd Mogendorff bestuurlijk actief bij de club. Zo was hij jeugdleider en tegen het einde van de jaren dertig bestuurslid. In november 1941 werd zijn termijn verlengd. Volgens zijn dochter Selma zou Mogendorff in april 1943 in Kamp Vught zijn opgesloten, samen met de rest van zijn familie. Het is niet bekend hoe hij daar weer uit is gekomen. Zijn vader, moeder, zijn enige broer en enige zus met echtgenoot en twee jonge kinderen overleefden de Duitse concentratiekampen in ieder geval niet.
In Arnhem dook Mogendorff onder bij verschillende Vitessenaren. Hij was ook aanwezig bij de vergaderingen van het Vitesse-bestuur, al werd zijn naam voor de zekerheid uit de notulen weggelaten. Na de Slag om Arnhem werd de stad geëvacueerd. Mogendorff kwam in Apeldoorn terecht waar hij waarschijnlijk alsnog als Jood werd herkend. Vanuit de Koning Willem III-kazerne werd hij overgebracht naar Kamp Westerbork waar Mogendorff twee weken na aankomst de bevrijding meemaakte.
Mogendorff was van 1949 tot 1951 voorzitter van Vitesse, en wederom voor een heel korte periode in 1964. Zijn hoogtepunt was in 1950 de opening van stadion Nieuw-Monnikenhuize. Na zijn dood in 1984 werd het clubhuis van de amateurtak naar hem vernoemd: Happy Home. Een gebouw op het jeugdcomplex van Vitesse om Papendal draagt dezelfde naam.

## Persoonlijk
Mogendorff trouwde in mei 1945 met Hendrika Cornelia (Henny) Steffen (1912-2006), een zus van Wim Steffen, voetballer in het eerste elftal van Vitesse. Samen kregen zij twee kinderen.